# Famille d'Aurelle de Paladines
La famille d'Aurelle de Paladines est une famille subsistante de la noblesse française d'extraction chevaleresque originaire du Rouergue, dont la filiation prouvée remonte à 1360.

## Histoire
Selon Gustave Chaix d'Est-Ange, la famille d'Aurelle de Paladines ne paraît pas avoir pour origine l'Auvergne, où il semble n'avoir jamais existé de terre seigneuriale du nom d'Aurelle, mais le Rouergue où il a existé, près de Saint-Geniez, un château d'Aurelle qui avait au moyen âge des seigneurs particuliers. Jean d'Aurelle, seigneur en partie de ce château, est mentionné dans un acte de 1234.
La famille d'Aurelle a pour premier auteur connu en Auvergne Guillaume d'Aurelle, seigneur de Colombine dans la paroisse de Molèdes, qui fut arbitre d'un traité passé en juin 1259 entre le prieur de Chanet, membre de l'abbaye de Blesle, et plusieurs gentilshommes du voisinage. Bernard d'Aurelle, frère de celui-ci, était dès cette époque chanoine-comte de Brioude.
La famille d'Aurelle obtint en 1666 un jugement de maintenue de noblesse faisant remonter sa filiation suivie à Guillaume d'Aurelle ou d'Aureilhe, chevalier, qui était seigneur de Colombines en 1360. Sa descendance se partagea en deux grandes branches principales, celle des seigneurs de Colombines qui s'éteignit à la fin du XVIIe siècle avec Jean d'Aurelle, connu sous le titre de marquis de Colombines et celle des seigneurs de Paladines, subsistante de nos jours.
La famille d'Aurelle de Paladines n'est pas titrée mais porte un titre de courtoisie de marquis.

## Personnalités
- Louis d'Aurelle de Paladines (1804-1877), général de division, commandant en chef de l'armée française à la bataille de Coulmiers en 1870[1], député puis sénateur inamovible en 1875, Grand'croix de la Légion d'honneur[4].

## Armes
Parti : au 1, d'azur à trois chevrons d'or, au chef d'argent chargé de cinq mouchetures d'hermine de sable ; au 2, d'azur à deux besants d'or rangés en fasce, accompagnés en chef de deux étoiles et en pointe d'une coquille, le tout d'argent,,,.

## Hommages
En mémoire du général d'Aurelle de Paladines :
- Boulevard d'Aurelle-de-Paladines  dans le 17e arrondissement de Paris.
- Boulevard d'Aurelle de Paladines à Marvejols[8].
- Rue d'Aurelle de Paladines à Nantes.

## Pour approfondir